# Eric II di Brunswick-Calenberg
Eric II di Brunswick-Calenberg (Dassel, 10 agosto 1528 – Pavia, 17 novembre 1584) è stato un nobile tedesco, duca di Brunswick-Calenberg dal 1540 alla sua morte.

## Biografia
Era figlio di Eric I di Brunswick-Calenberg e di Elisabetta di Brandeburgo. Quando morì suo padre aveva solo dodici anni e sua madre esercitò la reggenza. Introdusse la Riforma protestante nei suoi domini, ma raggiunta la maggiore età, Eric II tornò al cattolicesimo.
Nel 1546-1547 partecipò alla guerra di Smalcalda dalla parte dell'imperatore Carlo V. Dopo aver assediato senza successo la città di Brema, venne sconfitto dalle truppe della Lega di Smalcalda alla battaglia di Drakenburg il 23 maggio 1547.
Nel 1545 sposò Sidonia di Sassonia (1518-1575), figlia del duca Enrico IV di Sassonia. Rimasto vedovo, sposò nel 1575 Dorotea di Lorena (1545-1621), figlia del duca Francesco I di Lorena. Da entrambe le mogli non ebbe figli. Nel 1581 acquistò la Ca' Vendramin Calergi a Venezia.
Alla sua morte, nel 1584, il Principato di Calenberg passò al cugino Giulio di Brunswick-Lüneburg. Fu sepolto nella chiesa di Santa Maria di Canepanova a Pavia.

## Ascendenza
|                                                |                                              |                                               | Genitori                                         |  |  | Nonni |  |  | Bisnonni                                          |  |  | Trisnonni                                  |  |
|                                                |                                              |                                               |                                                  |  |  |       |  |  | Guglielmo III, principe di Brunswick-Wolfenbüttel |  |  | Enrico, principe di Brunswick-Wolfenbüttel |  |
|                                                |                                              |                                               |                                                  |  |  |       |  |  | Guglielmo III, principe di Brunswick-Wolfenbüttel |  |  | Enrico, principe di Brunswick-Wolfenbüttel |  |
|                                                |                                              | Sofia di Pomerania-Wolgast                    |                                                  |  |  |       |  |  | Guglielmo III, principe di Brunswick-Wolfenbüttel |  |  |                                            |  |
| Guglielmo IV, principe di Calenberg-Gottinga   |                                              |                                               |                                                  |  |  |       |  |  | Guglielmo III, principe di Brunswick-Wolfenbüttel |  |  |                                            |  |
|                                                |                                              | Cecilia di Brandeburgo                        | Federico I, principe elettore di Brandeburgo     |  |  |       |  |  |                                                   |  |  |                                            |  |
|                                                |                                              | Cecilia di Brandeburgo                        | Federico I, principe elettore di Brandeburgo     |  |  |       |  |  |                                                   |  |  |                                            |  |
|                                                |                                              | Cecilia di Brandeburgo                        | Elisabetta di Baviera-Landshut                   |  |  |       |  |  |                                                   |  |  |                                            |  |
| Eric I, principe di Brunswick-Calenberg        |                                              | Cecilia di Brandeburgo                        |                                                  |  |  |       |  |  |                                                   |  |  |                                            |  |
|                                                |                                              | Bodo VII, conte di Stolberg-Wernigerode       | Enrico, conte di Stolberg                        |  |  |       |  |  |                                                   |  |  |                                            |  |
|                                                |                                              | Bodo VII, conte di Stolberg-Wernigerode       | Enrico, conte di Stolberg                        |  |  |       |  |  |                                                   |  |  |                                            |  |
|                                                |                                              | Bodo VII, conte di Stolberg-Wernigerode       | Elisabetta di Mansfeld                           |  |  |       |  |  |                                                   |  |  |                                            |  |
| Elisabetta di Stolberg-Wernigerode             |                                              | Bodo VII, conte di Stolberg-Wernigerode       |                                                  |  |  |       |  |  |                                                   |  |  |                                            |  |
|                                                |                                              | Anna di Schwarzburg-Blankenburg               | Enrico XXIV, conte di Schwarzburg-Blankenburg    |  |  |       |  |  |                                                   |  |  |                                            |  |
|                                                |                                              | Anna di Schwarzburg-Blankenburg               | Enrico XXIV, conte di Schwarzburg-Blankenburg    |  |  |       |  |  |                                                   |  |  |                                            |  |
|                                                |                                              | Anna di Schwarzburg-Blankenburg               | Caterina di Brunswick-Giffhorn                   |  |  |       |  |  |                                                   |  |  |                                            |  |
| Eric II, principe di Brunswick-Calenberg       |                                              | Anna di Schwarzburg-Blankenburg               |                                                  |  |  |       |  |  |                                                   |  |  |                                            |  |
|                                                | Giovanni I, principe elettore di Brandeburgo | Alberto III, principe elettore di Brandeburgo |                                                  |  |  |       |  |  |                                                   |  |  |                                            |  |
|                                                | Giovanni I, principe elettore di Brandeburgo | Alberto III, principe elettore di Brandeburgo |                                                  |  |  |       |  |  |                                                   |  |  |                                            |  |
|                                                | Giovanni I, principe elettore di Brandeburgo | Margherita di Baden                           |                                                  |  |  |       |  |  |                                                   |  |  |                                            |  |
| Gioacchino I, principe elettore di Brandeburgo | Giovanni I, principe elettore di Brandeburgo |                                               |                                                  |  |  |       |  |  |                                                   |  |  |                                            |  |
|                                                |                                              | Margherita di Sassonia                        | Guglielmo III di Sassonia, langravio di Turingia |  |  |       |  |  |                                                   |  |  |                                            |  |
|                                                |                                              | Margherita di Sassonia                        | Guglielmo III di Sassonia, langravio di Turingia |  |  |       |  |  |                                                   |  |  |                                            |  |
|                                                |                                              | Margherita di Sassonia                        | Anna d'Asburgo                                   |  |  |       |  |  |                                                   |  |  |                                            |  |
| Elisabetta di Brandeburgo                      |                                              | Margherita di Sassonia                        |                                                  |  |  |       |  |  |                                                   |  |  |                                            |  |
|                                                |                                              | Giovanni, re di Danimarca                     | Cristiano I, re di Danimarca                     |  |  |       |  |  |                                                   |  |  |                                            |  |
|                                                |                                              | Giovanni, re di Danimarca                     | Cristiano I, re di Danimarca                     |  |  |       |  |  |                                                   |  |  |                                            |  |
|                                                |                                              | Giovanni, re di Danimarca                     | Dorotea di Brandeburgo-Kulmbach                  |  |  |       |  |  |                                                   |  |  |                                            |  |
| Elisabetta di Danimarca                        |                                              | Giovanni, re di Danimarca                     |                                                  |  |  |       |  |  |                                                   |  |  |                                            |  |
|                                                |                                              | Cristina di Sassonia                          | Ernesto, principe elettore di Sassonia           |  |  |       |  |  |                                                   |  |  |                                            |  |
|                                                |                                              | Cristina di Sassonia                          | Ernesto, principe elettore di Sassonia           |  |  |       |  |  |                                                   |  |  |                                            |  |
|                                                |                                              | Cristina di Sassonia                          | Elisabetta di Baviera                            |  |  |       |  |  |                                                   |  |  |                                            |  |
|                                                |                                              | Cristina di Sassonia                          |                                                  |  |  |       |  |  |                                                   |  |  |                                            |  |